# Profecias (bahá'í)
No livro Respostas a Algumas Perguntas, ´Abdu'l-Bahá expõe algumas interpretações da Bíblia como o capítulo 11 e 12 do Livro da Revelação. De forma breve, explica também interpretações do Profeta Daniel (Velho Testamento), na qual alude à vinda do Messias e a Segunda Vinda de Cristo através de profecias numéricas. Bahá'u'lláh aborda pela primeira vez o tema em Joias dos Mistérios Divinos, em resposta a um buscador.

## Profecias cumpridas pela Fé Bahá'í
Os Bahá'ís sustentam a ideia de que esta revelação Bahá'í é o cumprimento da promessa de todas as religiões do passado, e que a humanidade passou pelo estágio de amadurecimento, e agora atingiu a maturidade, devendo avançar para a unidade mundial. Algumas profecias, de acordo com os Bahá'ís, definem claramente a revelação do Báb e Bahá'u'lláh, outra apenas inferem a vinda do esperado "Educador Universal".
Em outros aspectos, os Bahá'ís acreditam que a revelação Gêmea (Báb e Bahá'u'lláh) iniciam um novo ciclo para a humanidade. Maomé afirmou ser o selo dos Profetas, por este motivo, muitos muçulmanos não aceitam a vinda de um novo Profeta, pois este seria o último. De fato, de acordo com os ensinamentos Bahá'ís, o "selo" representa o fim de um ciclo e início de outro. A era profética que começou de Adão, até Maomé acabou, e consiste, de acordo com os ensinamentos Bahá'ís, que todas as religiões do passado profetizaram este dia, incluindo Maomé.

### Judaísmo

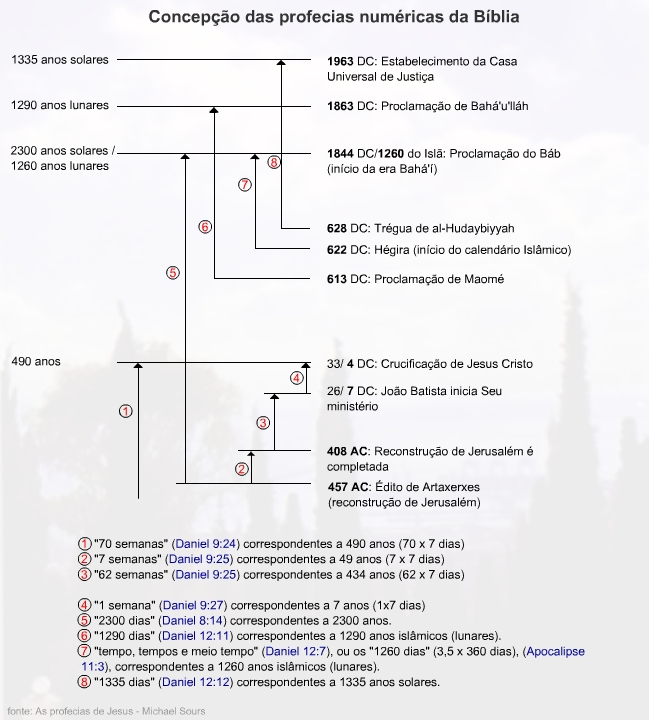
Esquema das Profecias Judáicas que supõe-se estarem ligada ao cristianismo, islamismo e fé bahá'í, por Michael Sours

#### Surgiria na região do Elão (Jeremias 49:38,39)
A Fé Bahá'í nasceu na Pérsia (atual Irã), região onde se localiza o antigo Elão
Seria chamado por outro nome, e seus servos também (Isaías 62:15, 2)
Os seguidores de Bahá'u'lláh são chamados de bahá'ís.

#### Viria na "Glória do Senhor" ou "Glória de Deus" (Isaías 35:2,40:5)
Bahá'u'lláh é um título árabe que significa Glória de Deus.

#### Iria para aTerra Santapelo caminho do oriente (Ezequiel 43:1-7)
Bahá'u'lláh foi exilado para Israel

#### A porta que olha para o oriente (Ezequiel 43:4)
A vinda de Bahá'u'lláh foi anunciada pelo Báb que significa "Porta"

#### A "Casa do Senhor" se estabeleceria no cume dos montes, por onde afluiriam os povos de todas as nações (Miquéias 4:1-3)
Os lugares sagrados da Fé Bahá'í ficam na Terra Santa, em Israel no Monte Carmelo, onde é livre a entrada de todas as pessoas.

#### Cidade de Deus, ficaria situada em "monte santo..nos lados do norte" (Salmos 48:1,2)
Os lugares sagrados da Fé Bahá'í se localizam em Haifa, Israel. Haifa é uma cidade portuária, que fica a norte de Israel, lá está localizado o Monte Carmelo, no qual os Bahá'ís acreditam ser o monte Sião previsto na Bíblia.

#### Florescer no deserto (Isaías 35:1; Isaías 35:8,10)
Adeptos de lugares distantes que sabiam que Bahá'u'lláh gostava de campos verdejantes, árvores e folhas, plantavam flores e plantas próximo à cidade-prisão de 'Akká (lugar árido), onde Bahá'u'lláh estava preso. O Santuário de Bahá'u'lláh, onde Ele está enterrado, fica no centro de um grande círculo com muitos caminhos que levam até ele, cercado de jardins e árvores de diversas qualidades, essa terra foi antigamente um deserto árido.

#### Derrubaria os reis injustos de seus tronos (Enoch 10)
Bahá'u'lláh dirigiu cartas aos reis do mundo (veja quais foram). Aqueles reis injustos, disse Ele, que negligenciassem os direitos e bem-estar dos pobres e dos humildes entre seus súditos seriam uma "lição objetiva" para o mundo. O destino dos reis: Três foram assassinados e dois desterrados, e os tronos reais de todos, com exceção de um, foram derrubados na época.

#### Deveria surgir do vale do Tigre e do Eufrates, terra outrora chamada Babilônia (Miquéas 4:10; Ezequiel 1:1)
Miquéas se refere ao tempo do fim pois começa o capitulo com: "E acontecerá isto: Nos últimos dos dias...". Bahá'u'lláh foi exilado da Pérsia para o Iraque. Foi levado, sob guarda armada, para o vale do Tigre e Eufrates. Sua residência em Bagdá ficava na parte chamada Karkh. A história daquele país registra ter sido ali a antiga Babilônia. O rio Khabar, citado por Ezequiel, era assim conhecido por antigos geógrafos, tinha sua nascente a oeste de Bagdá e desaguava no Eufrates, foi nessa região que Bahá'u'lláh anunciou Sua missão

#### Sair da cidade e morar no campo (Miquéas 4:10)
Bahá'u'lláh "saiu da cidade" para as montanhas do Kurdistan, dia 10 de abril de 1854, como Cristo fez ao ir para o deserto em Sua primeira vinda. O motivo pelo qual Bahá'u'lláh se retirou é semelhante ao que está escrito no final deste versículo:"ali te resgatará o Senhor da mão de teus inimigos." O motivo era que várias pessoas, incluindo seu meio-irmão O estava difamando, causando confusão na mente dos seguidores do Báb e ocasionando divisões na Fé.

#### Viria da cidade fortificada (fortaleza) para o rio (Miquéas 7:12)
Bahá'u'lláh esteve prisioneiro por dois anos na fortaleza de 'Akká. Esta fortaleza (cidade-prisão) era inexpugnável a ponto de que Napoleão não conseguiu capturá-la. Quando Bahá'u'lláh foi libertado da cidade-prisão, viajou para uma ilha no rio chamado Na'aman

#### Ele viria da montanha para montanha (Miquéas 7:12)
Bahá'u'lláh se retirou para uma montanha chamada Sar-Galu, nas montanhas do Kurdistan, onde passou algum tempo em meditação. Daquela montanha, regressou para Bagdá e de lá para o exílio que O levou para o lado da montanha chamado Carmelo, lugar sagrado que foi pisado por Cristo em Sua primeira vinda

#### Ele viria do mar para o mar (Miquéas 7:12)
No caminho para a cidade fortificada de Constantinopla, Bahá'u'lláh fez a última parte de sua viagem através do Mar Negro. Quando banido para a cidade fortaleza de 'Akká, completou a última parte de sua viagem pelo Mar Mediterrâneo

#### A terra seria desolada (Miquéas 7:13)
A terra para onde Bahá'u'lláh foi exilado (cidade-prisão de 'Akká) era reconhecida por ser desolada e estéril, clima ruim e doenças em abundância. Um provérbio sobre ela dizia:"Se um pássaro voar sobre 'Akká, morre!"

#### Jorraria água e torrentes no deserto (Isaías 35:6-7)
Um viajante Cristão, no fim do século XIX, descreve essas "águas" dos jardins de Bahá'u'lláh, lugar antes árido e desértico: "No centro existe uma fonte que jorra e da qual a água é levada para todas as partes do jardim. As orlas dos canteiros das flores são todas muito bem trabalhadas em pedra, junto das quais correm canais de irrigação. Sobre um leito de mármore a água desce da fonte, em torrentes, para um recanto de felicidade onde duas imensas e veneráveis amoeiras projetam uma sombra impenetrável sobre uma plataforma.. com quatorze ou quinze pés de largura e três de profundidade, sobre um leito de pedra e onde peixes de tamanhos consideráveis, e evidentemente preservados, nadam sossegadamente ou sobem até os degraus, para serem alimentados."

#### Seu ministério deveria ser de quarenta anos (Miquéas 7:15; Salmos 95:10)
A profecia de Miquéas diz:"De acordo com os dias de tua (Israel) saída da terra do Egito, eu lhe farei as minhas maravilhas." Por quarenta anos, sob a direção de Moisés, os judeus caminharam pelo deserto até chegarem à terra prometida. Por quarenta anos, de acordo com a profecia, Deus então faria as Suas maravilhas através de Seu Mensageiro. O ministério de Bahá'u'lláh, da Sua proclamação até Sua ascensão foi de quarenta anos.

#### Sofreria iniquidades de muitos incrédulos (Isaías 53:3-5)
Bahá'u'lláh foi por duas vezes ferido a pedradas, açoitado uma vez, envenenado três vezes; teve cicatrizes das pesadas correntes na prisão-calabouço de Teerã, que chegaram a atingir os ossos sobre os ombros. Viveu como prisioneiro e desterrado por cerca de 40 anos.

### Cristianismo

#### Viria na "Glória do Pai" ou "Glória de Deus"(Mateus 16:27; João 11:40; Apocalipse 21:2, 23)
Bahá'u'lláh significa "Glória de Deus"

#### Teria início em1844(Lucas 21:24-27; Mateus 24:13,14)
O banimento dos judeus da Terra Santa foi relaxada pelo Édito de Tolerância, quando o governo turco permitiu a liberdade religiosa. Os gentios (não-judeus) pisaram naquela terra até 1844, de acordo com a datação do documento. Na profecia de Mateus, o Evangelho deveria ser espalhado por todo o mundo. É reconhecido por muitos que a Bíblia havia sido espalhada por cerca de 95% do planeta no período entre 1840 e 1850. O Báb declarou Sua missão em 1844, dando início à era Bahá'í.

#### Abominação da desolação predita por Daniel (Mateus 24:15)
Esta é uma profecia numérica, que refere-se a (Daniel 8 13:14), "Até quando durará a visão, e o sacrifício perpétuo, e o pecado da desolação que foi feita, e até quando será pisado aos pés o santuário e a fortaleza? E ele respondeu: - "Até dois mil e trezentos dias e então o santuário será purificado." Daniel profetiza que teriam de passar 2.300 dias antes que o santuário fosse purificado. A reconstrução de Jerusalém foi decretada por Artaxerxes em 457 a.C. Nas profecias cada dia equivale a 1 ano, como afirma o Livro dos Números, para se confirmar a data basta pegar os 2300 dias (que equivalem a 2300 anos) e subtrair por 457 a.C. (ano que foi decretada a reconstrução de Jerusalém). 2300 - 457 = 1843, como não houve ano 0, fica 1844 para o tempo do cumprimento.  O Báb declarou Sua missão em 1844, dando início à era Bahá'í.

#### Deveria entrar pela porta no "aprisco das ovelhas" (João 10:1)
A vinda de Bahá'u'lláh foi anunciada pelo Báb que significa "Porta".

#### Viria do oriente (Mateus 24:27)
o Báb, como Bahá'u'lláh nasceram na antiga Pérsia, atual Irã.

#### Lembraria a todos, tudo o que Cristo disse (João 14:25,26)
De acordo com os ensinamentos Bahá'ís, as leis espirituais de todas as religiões é sempre mesma, como amar o próximo, ser cortês, generoso, paciente, e assim por diante, o que muda são as leis sociais. Assim, é possível traçar um paralelo com todos os Manifestantes de Deus no que diz respeito a "ensinamentos espirituais". Segue um paralelo dos ensinamentos de Cristo com os de Bahá'u'lláh:

#### Coração puro
Cristo: (O sermão da montanha)
"Bem - aventurados os limpos de coração, porque verão a Deus" (Mateus 5:8)
Bahá´u´lláh: (As palavras ocultas)
"Ó Filho do Espírito! Meu primeiro conselho é este: possui um coração puro, bondoso e radiante, para que seja tua uma soberania antiga, imperecível e eterna".

#### Justiça
Cristo: (O sermão da montanha)
"Bem-aventurados os que têm fome e sede de justiça, porque serão fartos". (Mateus 5:6)
Bahá´u´lláh: (As palavras ocultas)
"Ó Filho do Espírito! A mais amada de todas as coisas a Meu ver é a Justiça; não a recuses se é que Me desejas, nem a descures, para que em ti Eu possa confiar. Com a sua ajuda, verás com os teus próprios olhos e não com os alheios e saberás por tua própria compreensão e não pela de teu próximo".

#### Perdão
Cristo: (O sermão da montanha)
"Porque se perdoardes aos homens as suas ofensas, também vosso pai celeste vos perdoará". (Mt. 6.14)
Bahá´u´lláh: (A  Revelação Bahá´i)
"Se surgir entre vós alguma diferença, contemplai-Me diante de vós e perdoai as faltas um dos outros em Meu Nome e como sinal de vosso amor por Minha Causa manifesta e esplendorosa. O que Nos apraz é ver que, em todos os tempos, vos associeis, uns aos outros, em amizade e concórdia..."

#### Desprendimento
Cristo: (O sermão da montanha)
"Não podeis servir à Deus e às riquezas".(Mt. 6.24)
Bahá´u´lláh: (As palavras ocultas)
"Ó Filho do Ser! Não te ocupes com este mundo, pois com o fogo experimentamos o ouro e, com o ouro, experimentamos os Nossos servos".

#### Adversidades e paciência
Cristo: (O sermão da montanha)
"Bem - aventurados os que choram, porque serão consolados". (Mt. 5.4)
-Bahá´u´lláh:  "Bem-aventurados os que suportam com firmeza, os que são pacientes em vicissitudes e durezas, que não lamentam por causa de qualquer coisa que lhes sobrevenha e que  trilham a senda da resignação..."

#### Daria testemunho de Cristo (João 15:26)
Bahá'u'lláh diz ao descrever a Manifestação de Cristo:

"Damos testemunho de que Ele, quando veio ao mundo, irradiou o esplendor de Sua Glória sobre todas as coisas criadas. Por Seu intermédio o leproso recuperou-se da lepra da perversidade e ignorância. Por Ele os lascivos e refratários foram curados. Através de Seu poder, nascido de Deus, Todo-Poderoso, os olhos dos cegos se abriram e a alma do pecador foi santificada.

A lepra pode ser interpretada como qualquer véu que se interponha entre o homem e o reconhecimento do Senhor, seu Deus. Quem deixa dEle ser excluído é, em verdade, um leproso, que não há de ser lembrado no reino de Deus, o Potente, o Todo Louvado. Damos testemunho de que, através do Verbo de Deus, todo o leproso foi purificado - curou-se toda a doença e baniu-se toda a enfermidade humana. Ele foi quem purificou o mundo".
Bahá'u'lláh também renova testemunho sobre a negação sofrida por Cristo, dizendo:

"Considera tu a Era de Jesus Cristo. Vê como todos os homens eruditos daquela geração embora, ansiosamente, esperassem a vinda do Prometido, contudo O negaram. Tanto Anás, o mais erudito dos sacerdotes de Seu tempo, como Caifás, o sumo pontífice, denunciaram-No  e Lhe pronunciaram a sentença de morte".

#### Glorificaria Cristo (João 16:14)
Bahá'u'lláh cita inúmeras vezes de maneira positiva (glorifica) os vários Manifestantes de Deus, em especial Maomé e Cristo, em uma de suas epístolas diz o seguinte sobre Cristo:

"Sabe tu que, quando o Filho do Homem rendeu a Deus o Seu alento, a criação inteira chorou com grande pranto. Por Ele se haver sacrificado, entretanto, infundiu-se uma nova capacidade em todas as coisas criadas".

#### Ensinaria à humanidade todas as coisas (João 14:26)
A profusão dos ensinamentos revelados pelo Báb e Bahá'u'lláh são, de acordo com as próprias figuras centrais, tão abrangentes como nunca teria antes acontecido. Os escritos Bahá'ís alegoricamente afirmam que todas as religiões anteriores revelaram à humanidade apenas 2 letras, e o restante das letras (26 no nosso alfabeto) teriam sido reveladas nesta dispensação.
No Centro Mundial Bahá'í já foram catalogadas mais de 60.000 epístolas, reveladas pelo Báb e em maior parte por Bahá'u'lláh. Durante a vida de Bahá'u'lláh, bem como a do Báb, centenas de epístolas foram perdidas ou destruídas, devido a perseguições aos seus seguidores. Outras acabavam nas mãos de pessoas inescrupulosas que sistematicamente faziam oposição à Fé Bahá'í. Muitas são encaminhadas para o Centro Mundial, para análise de autenticidade, antes de serem catalogadas.
As catalogadas são traduzidas e divulgadas para a humanidade, em todos os idiomas possíveis, para que todos fiquem a par desta revelação. Englobam quantidade significativa de ensinamentos sociais, administrativos, místicos, teológicos, científicos e até econômicos - incluem também leis e profecias da Fé Bahá'í.

#### A construção daNova Jerusalém(João 4:20, 21; Apocalipse 21:10)
Em João 4:20, uma mulher teria se mostrado contrária ao fato de Cristo estar mudando o lugar de adoração. Jerusalém significa "possessão de paz". Em Apocalipse afirma que aquela grande cidade, a sagrada Jerusalém, desce dos "ceús" vindo de Deus.
Bahá'u'lláh declarou em sua "Epístola do Carmelo" que a nova Jerusalém tinha aparecido sobre o novo Monte Sião: "Apressa-te, ó Carmelo, pois a luz do Semblante de Deus.. ergue-se sobre ti.." Na mesma Epístola assegura: "Chama Sião, ó Carmelo.. a cidade de Deus que desceu dos céus."
O Monte Carmelo é o local onde se localiza os lugares sagrados da Fé Bahá'í, onde, de acordo com os Bahá'ís, Cristo se referia com a Nova Jerusalém.

#### "Desselaria" os livros que ficariam selados até otempo do fim(Apocalipse 22:10; Enoch 46:2)
Essa profecia foi feita por Daniel e Isaías, do Antigo Testamento, mas também está presente em Apocalipse. Em Daniel encontra-se o seguinte: "Vai, Daniel, porque estas palavras estão fechadas e seladas até o tempo do fim." Em Apocalipse: "Não seles as palavras da profecia deste Livro; porque o tempo está próximo."
Bahá'u'lláh, na véspera da declaração de Sua missão, escreveu o "Livro da Certeza" (Kitáb-i-Íqán), que segundo Ele mesmo, ofereceu à humanidade a "Escolha do Vinho Selado", cujo selo é de "almiscar". O Livro da Certeza foi escrito no espaço de dois dias e duas noites. Bahá'u'lláh "dessela", de acordo com os Bahá'ís, a verdade do "significado oculto" dos assuntos que por séculos têm confundido a humanidade, tais como:
- O Dia do julgamento
- A Ressurreição
- O Batismo
- A Eucaristia
- A Trindade
- A Reencarnação
- A Criação do Mundo
- As Provas da Existência de Deus
- A Vida após a Morte
- A Imortalidade da Alma
- A História de Adão e Eva
- O Bem e o Mal
- O Filho de Deus
- O Pai
- Céu e Inferno
- As Estrelas caindo do Céu
- A Escuridão do Sol e da Lua (conforme profecias Bíblicas)
- O Dia de Deus
- A Cidade de Deus
- O Selo dos Profetas
- O Retorno

Os Bahá'ís acreditam que estes e outros assuntos elucidados por Bahá'u'lláh, harmonizam a ciência e a religião, como à educação ampliando os horizontes da humanidade.
E conforme prometia Enoch, falando do tempo do fim:"Este é o Filho do Homem.. que revelará todos os tesouros que estão ocultos."

### Islamismo
Depois do Qa'im (Aquele que surgiria) o Qayyum se manifestaria
A vinda de Bahá'u'lláh foi anunciada pelo Báb, que se denominou o Qa'im esperado pelos muçumanos

### Fé Babí
- Brilharia o Sol de Bahá (Glória)
- que "Aquele que Deus tornaria Manifesto", como se referia O Báb, surgiria em exatamente 19 anos.

### Outras religiões
Não há nenhuma profecia concreta que remeta à revelação de Bahá'u'lláh, no entanto, em muitas afirmações, acredita-se fazer uma alusão à vinda de Bahá'u'lláh. No Budismo, Gautama relata: "Não sou o primeiro Buda que existe, nem serei o último. No tempo devido outro Buda levantar-se-á no mundo, um Santo, Um supremamente iluminado... um incomparável Líder dos homens... Ele vos revelará as mesmas verdades eternas que vos ensinei."
Sri Krishna, o Mensageiro do Hinduísmo no Bhagavad Gita, faz previsão da vinda de um Grande Educador Mundial, de todo modo, no mesmo livro, confirma o mesmo que Buda na passagem acima: "Sabei, Ó Príncipe, sempre que o mundo declina em virtude e justiça; e o vício e a injustiça sobem ao trono, então venho Eu, o Senhor, e revisito o mundo em forma visível, e Me misturo como um homem no meio dos homens e por minha influência e ensinamento destruo o mal e a injustiça e restabeleço a virtude e a justiça. Muitas vezes assim Eu apareci e muitas vezes voltarei. (Bhagavad Gita 4:7-8)"
De acordo com os ensinamentos Bahá'ís, a revelação Bahá'í encerrou um ciclo espiritual de 6.000 anos (ver Ciclos Universais) que é definido como Ciclo Adâmico, e iniciou outro ciclo, que é maior e cuja duração está prevista para 500.000 anos, cumprindo profecias reveladas por Zoroastro.